# Nathalie Arthaud

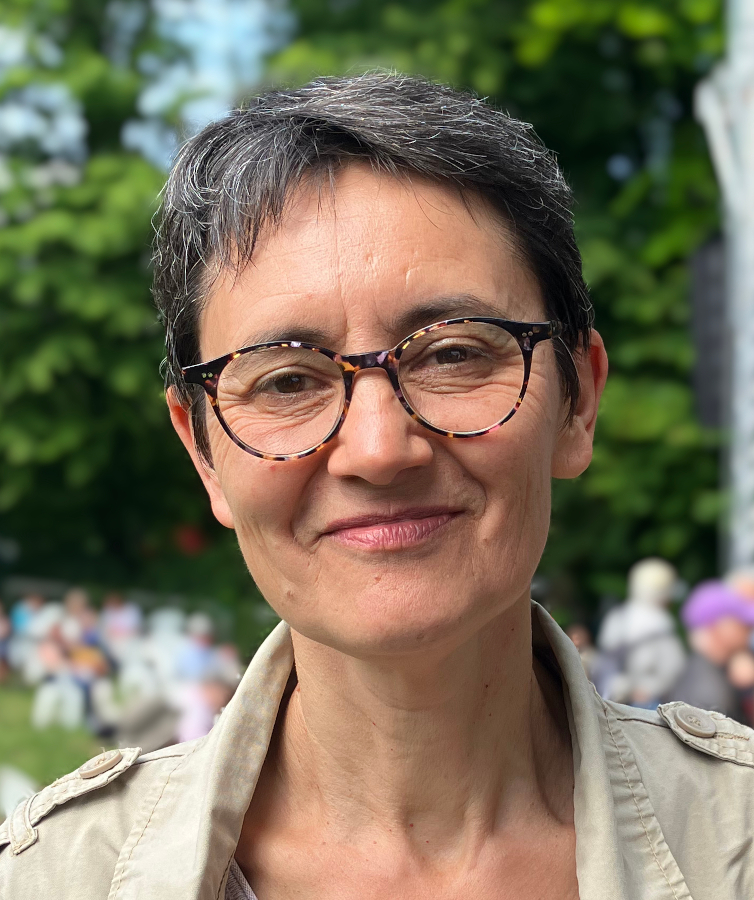
Nathalie Arthaud (2024)

Nathalie Arthaud (* 23. Februar 1970 in Peyrins, Drôme) ist eine französische Politikerin und seit dem 9. Dezember 2008 Sprecherin (Vorsitzende) der Linkspartei Lutte Ouvrière, die den trotzkistischen Flügel des französischen Kommunismus vertritt.
Arthaud war Kandidatin ihrer Partei bei den französischen Präsidentschaftswahlen 2012, 2017 und 2022.

## Leben
Seit ihrer Agrégation in den Fächern Wirtschaft und Management ist Arthaud Lehrerin am Lycée „Le Corbusier“ in Aubervilliers.

## Politik
Nathalie Arthaud übernahm das Amt der Sprecherin (Vorsitzenden) der Lutte Ouvrière (LO) nach der französischen Präsidentschaftswahl 2007, nachdem sie die Präsidentschaftskampagne ihrer Vorgängerin, Arlette Laguiller, geleitet hatte.
In der Europawahl in Frankreich 2009 führte sie die Liste ihrer Partei im französischen Süd-Ost-Wahlkreis an, in dem sie 24.727, d. h. 0,84 % der abgegebenen Wählerstimmen erhielt. Bei den Regionalwahlen in der Region Rhône-Alpes 2010 führte sie die Liste der LO an und erhielt 1,42 % der abgegebenen Stimmen.
Arthaud war Präsidentschaftskandidatin ihrer Partei im Jahr 2012, 2017, und 2022.
Sie ist außerdem Stadträtin für Jugendfragen in Vaulx-en-Velin, wo sie auf einer vom Parti communiste français (PCF) angeführten Liste für eine Bürgerinitiative und die Alternative Liste antrat und gewählt wurde.

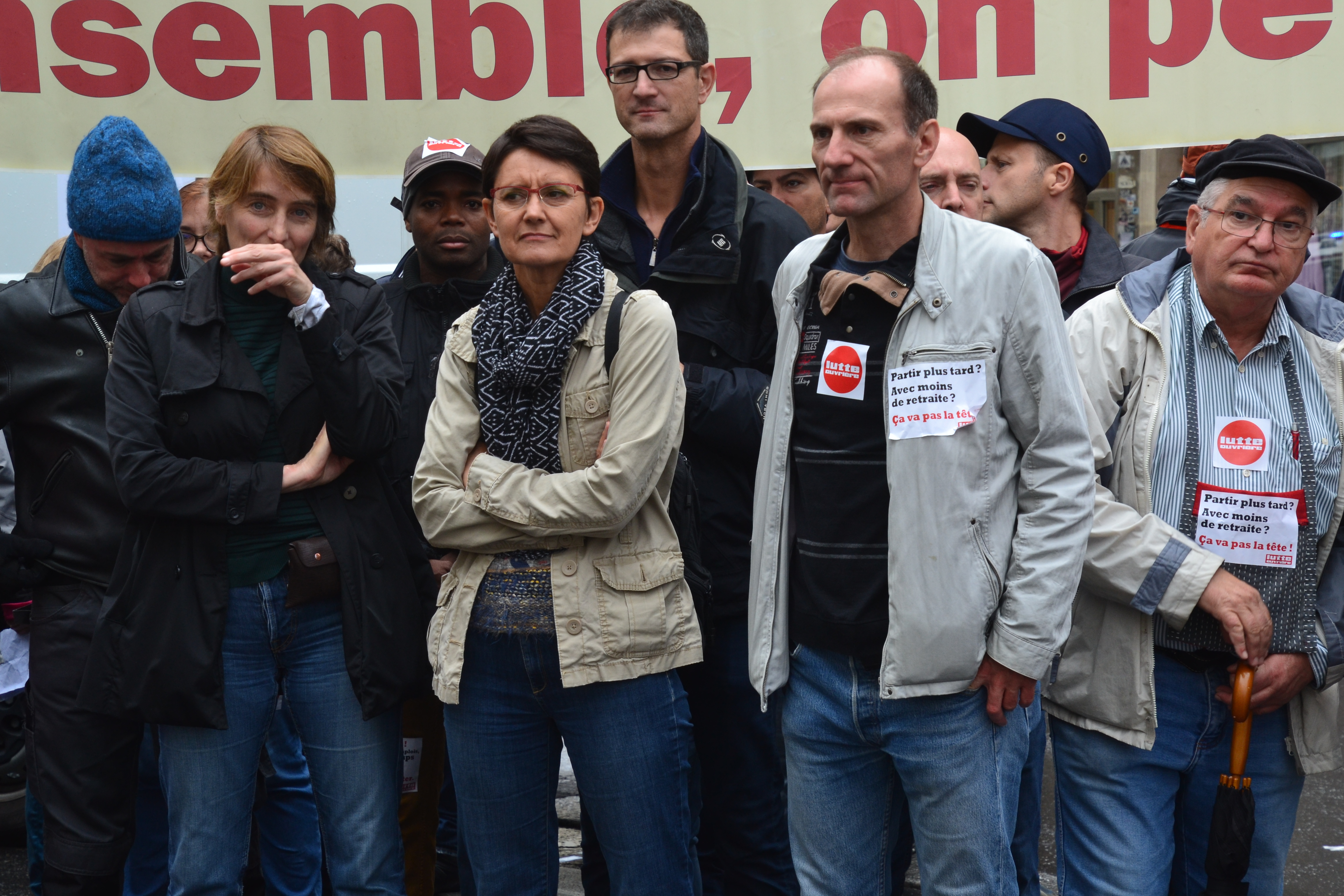
Demonstration in Paris gegen die geplante Rentenreform, 24. September 2019.

Nathalie Arthaud nahm an der Anti-Macron-Demonstration „Marée populaire“ („Flutwelle des Volkes“) im Mai 2017 teil. Im folgenden Jahr sagte sie, sie sei „solidarisch mit den Forderungen der Arbeiter“ in der Gelbwestenbewegung. Sie präzisierte jedoch, dass es Forderungen geben müsse, die weniger vage seien als „niedrige Steuern“, und dass nur der „Kampf gegen das Bürgertum, das gegen alle Kräfte kämpft“ es uns ermöglichen wird, aus dieser politischen Krise herauszukommen, und keine neuen Wahlen. Sie nahm auch an den gleichzeitig stattfindenden Lehrerstreiks teil.
Nach dem Scheitern von Verhandlungen mit dem Nouveau Parti anticapitaliste (NPA) wurde sie im Hinblick auf die Europawahlen 2019 zur Vorsitzenden der LO ernannt. Daraufhin erhielt sie auch die Unterstützung der NPA, die aus Mangel an finanziellen Mitteln keine eigene Wahlliste vorlegen konnte. Arthauds Liste erhielt bei der Wahl 0,78 % der abgegebenen Stimmen.
Im ersten Wahlgang der Präsidentschaftswahl 2022 erhielt sie 0,6 % der abgegebenen Stimmen und verfehlte damit die Stichwahl am 24. April, die zwischen dem Liberalen Emmanuel Macron und der Rechtspopulistin Marine Le Pen ausgetragen wurde.